# Little Simz
Simbiatu 'Simbi' Abisola Abiola Ajikawo (23 de fevereiro de 1994), mais conhecida como Little Simz, é uma rapper, cantora e atriz britânica. Em 2022, foi reconhecida como a Melhor Artista Revelação nos BRIT Awards e recebeu o Mercury Prize pelo seu álbum Sometimes I Might Be Introvert.

## Biografia
Ajikawo nasceu em Islington, Londres, filha de pais nigerianos.  Ela é etnicamente iorubá. Estudou na Highbury Fields School, em Londres. Posteriormente, frequentou o St Mary's Youth Club em Upper Street, Islington, por onde também passaram as estrelas pop Leona Lewis e Alexandra Burke. Mais tarde, Ajikawo estudou no Westminster Kingsway College e prosseguiu sua carreira musical a partir daí.

## Carreira

### Música
Simz descreve a sua música como rap e experimental.
Simz já actuou juntamente com Estelle, Tinie Tempah, Ms. Dynamite e Kano.

Simz actuou em vários eventos relacionados com activismo, nomeadamente o Rising Tide, ILUVLIVE, Hackney Empire, Somerset House e House of Lords. Também actuou no BBC 1Xtra Prom 2015, no Royal Albert Hall, ao lado de uma orquestra completa liderada por Jules Buckley.
Simz pode ser ouvida na trilha sonora do filme Leave to Remain, apresentando a música "Leave It As That". No início de 2013, ela apareceu na BBC Radio 1 Xtra para discutir sua performance no Hackney Weekend.
Simz então fez uma sessão no Maida Vale para Huw Stephens e, desde então, recebeu elogios da crítica como Zane Lowe, Dizzee Rascal e Revolt TV. Também recebeu elogios de Kendrick Lamar.
Após o lançamento de quatro mixtapes e cinco EPs, Simz editou o seu álbum de estreia A Curious Tale of Trials + Persons a 18 de setembro de 2015, através da sua editora independente, AGE: 101 Music. O álbum alcançou a 20ª posição na  tabela de álbuns de R&B do Reino Unido, e a 43ª na lista oficial de álbuns independentes.
Stillness in Wonderland, o seu segundo longa-duração, foi lançado a 16 de dezembro de 2016. Foi inspirado nas aventuras de Alice no país das maravilhas e apoiado por uma história em quadrinhos, exibição de arte e festival.
Em 2017, foi a artista convidada da banda Gorillaz para a abertura dos concertos da a Humanz Tour. Simz colaborou diretamente com a banda, sendo vocalista do tema "Garage Palace", apresentada na edição Super Deluxe do álbum Humanz.
Em 1 de março de 2019, ela lançou o terceiro álbum de estúdio, Grey Area, com ampla aceitação pela crítica, tendo sido nomeada para o Mercury Prize, o prémio mais conceituado para álbuns de música britânicos.. O disco foi igualmente nomeado para o Prémio Europeu Independente do Ano da IMPALA (2019).

### Representação
Simz apareceu como Vicky na série infantil da BBC Spirit Warriors, originalmente transmitida em 2010, e como Meleka na série de televisão E4, Youngers .
Simz também foi narradora da série de televisão Afrofuturism.
Ela apareceu na recriação da Netflix da terceira série de "Top Boy", que estreou no outono de 2019.

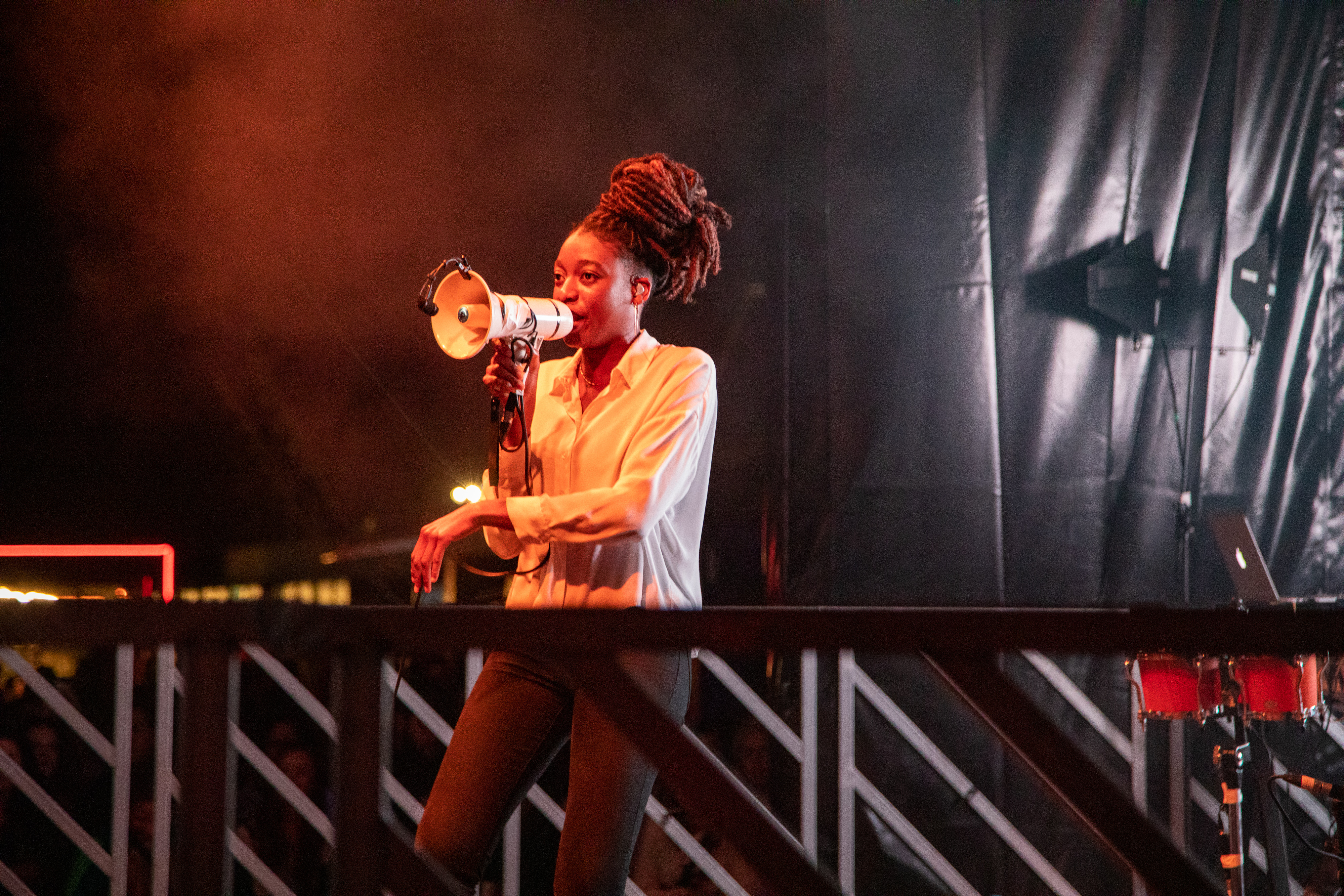
Little Simz no Primavera Sound 2019

## Discografia

### Álbuns
- A Curious Tale of Trials + Persons (2015)
- Stillness in Wonderland (2016)
- Grey Area (2019)
- Sometimes I Might Be Introvert (2021)
- No Thank You (2022)

### Mixtapes
- STRATOSPHERE (2010)
- STRATOSPHERE 2 (2011)
- XY.ZED (2013)
- BLANK CANVAS (2013)

### Extended plays
- E.D.G.E (2014)
- AGE 101: DROP 1 (2014)
- AGE 101: DROP 2 (2014)
- AGE 101: DROP 3|000 (2014)
- AGE 101: DROP 4 (2015)
- THE THEORY OF... (2015) (with her crew "SpaceAge3000")
- AGE 101: DROP X (2015)
- Drop 6 (2020)

### Singles
| Título                         | Ano  | Álbum     |
| ------------------------------ | ---- | --------- |
| "Offence"                      | 2018 | Grey Area |
| "Boss"                         | 2018 | Grey Area |
| "101 FM"                       | 2018 | Grey Area |
| "Selfish" (featuring Cleo Sol) | 2019 | Grey Area |

#### Como artista convidada
| Título                                               | Ano  | Álbum                 |
| ---------------------------------------------------- | ---- | --------------------- |
| "Cuckoo" (Raleigh Ritchie featuring Little Simz)     | 2014 | Non-album single      |
| "Bad Dreams" (Joywave featuring Little Simz)         | 2015 | How Do You Feel Now?  |
| "The Nest" (Faze Miyake featuring Little Simz)       | 2015 | Faze Miyake           |
| "So Human" (Rosie Lowe featuring Little Simz)        | 2016 | Control               |
| "Back to My Love" (Becky Hill featuring Little Simz) | 2016 | Eko EP                |
| "Far Cry" (Jack Garratt featuring Little Simz)       | 2016 | Phase                 |
| "The Book" (OTG featuring Little Simz)               | 2017 | Garden of Osiris – EP |
| "Garage Palace" (Gorillaz featuring Little Simz)     | 2017 | Humanz                |
| "Proud of Me" (Mahalia featuring Little Simz)        | 2018 | Non-album single      |
| "Favourites" (The S.L.P. featuring Little Simz)      | 2019 | The S.L.P.            |

### Outras aparições
| Título                    | Ano  | Outros artistas                                 | Álbum                                                 |
| ------------------------- | ---- | ----------------------------------------------- | ----------------------------------------------------- |
| "Get This in Check"       | 2013 | None                                            | Youngers, Part 1                                      |
| "The Drop"                | 2014 | Nick Brewer                                     | Four Miles Further – EP                               |
| "Table"                   | 2016 | Kehlani                                         | Non-album single                                      |
| "Location" (London Remix) | 2017 | Khalid                                          | Non-album remix                                       |
| "Indie Girls"             | 2017 | Jesse Boykins III, Kilo Kish                    | Bartholomew                                           |
| "DBT Remix"               | 2018 | Lioness, Lady Leshurr, Queenie, Shystie & Stush | Non-album remix                                       |
| "Rewind Time"             | 2018 | VanJess                                         | Silk Canvas                                           |
| "King"                    | 2018 | Ghetts                                          | Ghetto Gospel: The New Testament                      |
| "3WW" (OTG Version)       | 2018 | alt-J                                           | Reduxer                                               |
| "Pink Youth"              | 2019 | Yuna                                            | Rouge                                                 |
| "Venom"                   | 2019 | None                                            | Top Boy – A Selection of Music Inspired by the Series |